# Вугільно-цинковий гальванічний елемент

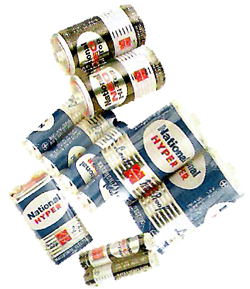
Вугільно-цинкові гальванічні елементиї різних розмірів (справа) і вугільно цинкова гальванічна батарея (прямокутна, зліва)

Вугільно-цинковий гальванічний елемент (також відомий як сольовий марганцево-цинковий гальванічний елемент) — гальванічний елемент, який являє собою цинковий контейнер, що одночасно служить як контейнер і негативна клема (негативний полюс), в якому поміщені вугільний (графітовий) стрижень (являє собою позитивну клему/позитивний полюс), оточений сумішшю діоксиду марганцю (IV) і вуглецевого порошку (піролюзит), та один з двох електролітів: паста хлориду цинку чи вологий хлорид амонію (NH4Cl). Являє собою подальший розвиток історичного елемента Лекланше (Leclanché). Використовується для зберігання хімічної енергії з метою перетворення її та доставки у формі електричної енергії. 
Елементи зазвичай позначені як для «загального призначення», в той час як елементи з хлоридом цинку часто маркуються «Heavy Duty».
Є дуже широко поширеними завдяки їх низькій вартості. Вони можуть бути використані за умови, що енергія для живлення пристроїв не є надто великою або коли пристрої мають переривчастий тип живлення: пульти дистанційного керування, ліхтарі, годинники, транзисторні радіоприймачі.

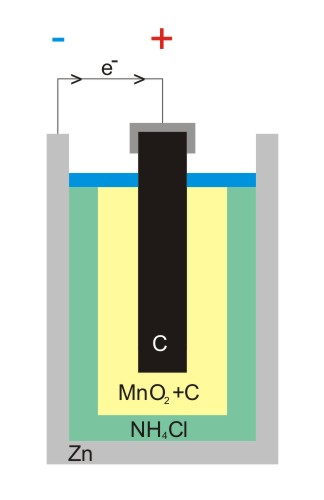
Схематичне зображення конструкції вугільно-цинкового гальванічного елемента

## Конструкція
Катодний струмознімач являє собою вугільний стрижень, що проходить по осі елемента. Активна маса позитивного електрода являє собою суміш діоксиду марганцю MnO2 з графітом або ацетиленовою сажею і електролітом. Суттєво впливає на електричні характеристики батареї технологія виробництва MnO2. 
Як анод використовують металевий цинк високого ступеня чистоти, а як електроліт — водний (20%) розчин хлориду амонію NH4Cl або хлориду цинку ZnCl2, інколи — їх суміш з домішками, наприклад, хлоридом кальцію CaCl2.

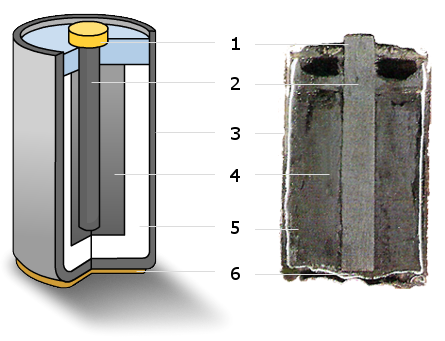
Поперечний перетин вугільно-цинкового гальванічного елемента:
1 – струмопровід зверху обтиснутий металевим ковпачком.(+);
2 – катодний струмознімач являє собою вугільний стрижень, просочений сполуками на основі парафіну для зменшення втрат води з електроліту;
3 – контейнер, виготовлений з цинку, є мінусовим електродом (негативний електрод);
4 – позитивний електрод, який являє собою брикет із спресованої активної маси, зволожений електролітом, у центрі якого розташований струмопровід (2)
5 – волога паста хлориду амонію (електроліт);
6 – дно елемента закривають білою жерстю (-);
*(б/н) – голубою заливкою на малюнку показано газову комірку, в яку надходять гази, що виділяються при розряді і саморозряді. Зверху над нею розташовують прокладку, яка ізолює активну масу позитивного електроду від цинкового контейнера.

Елементи з хлоридноцинковим електролітом значно кращі, оскільки за умови навантаження їх середніми і підвищеними струмами, вони можуть мати в 1,5–2 рази триваліший термін роботи. Також вони краще працюють при низьких температурах.
Елементи випускаються найчастіше в циліндричному виконанні. Розміри їх відповідають типорозмірному ряду, напрацьованому Міжнародною електротехнічною комісією (МЕК) з метою уніфікації габаритних розмірів циліндрових первинних джерел струму. 

### Цинк-хлоридні елементи
Хлор-цинкові елементи є різновидом вугільно-цинкових елементів. Відмінність між ними полягає в електроліті, який у хлористо-цинковому елементі являє собою тільки розчин хлористого цинку, тоді як у вугільно-цинковому елементі електроліт поряд з хлористим цинком містить розчин хлористого амонію (суміш електролітів).
Відмова від використання хлористого амонію покращує електрохімічні властивості елемента, проте, при цьому дещо ускладнюється конструкція елемента. Елементи з використанням хлориду цинку є поліпшеними, у порівнянні з вугільно-цинковими сухими елементами, оскільки з використанням чистих хімічних речовин досягається більш тривалий термін служби, а напруга при використанні більш постійна. У продажу часто помічені написом "Heavy Duty", щоб відрізнити їх від звичайних вугільно-цинкових елементів "загального призначення". 
На відміну від вугільно-цинкових елементів, електроди хлористо-цинкових елементів здатні працювати більш ефективно і, як наслідок, забезпечувати більш високий коефіцієнт використання активних матеріалів (більший корисний вихід по струму). Внаслідок цього, хлористо-цинкові елементи можуть працювати в режимі з відбором більшого струму протягом більш тривалого часу, ніж вугільно-цинкові елементи тих же розмірів. Крім цього, хлористо-цинкові елементи забезпечують більш високу стабільність напруги під навантаженням, а при зниженні температури втрачають менше ємності, ніж вугільно-цинкові, при тих же самих умовах розряду. Ці елементи можуть виконуватися зі збільшеними габаритами.
Конструкція таких елементів також передбачає спеціальні пристосування для відводу газу, що утворюється при розряді.
Лужні елементи працюють довше, ніж хлористо-цинкові.
Найпростіший сольовий марганцевокислий цинковий елемент може складатись із тонкостінного цинкового корпусу, що виконує функцію негативного електрода; усередині корпусу розташовується вугільний вивід позитивного електрода, до якого приєднують металевий наконечник для зручності струмознімання, а об'єм між електродами заповнюють електролітом з хлористого аміаку або розчину нашатирю з наповнювачем з борошна, сулеми або крохмалю і деполяризатором з перекису або двоокису марганцю.

## Хімічні реакції
У вугільно-цинковому сухому елементі зовнішній цинковий контейнер є негативним полюсом. Цинк оксидується за наступним напіврівнянням:
Zn(s) → Zn2+(aq) + 2 e− [E° = +0.7626 вольт]
Графітовий стержень оточений порошком оксиди мангану (IV) відіграє роль позитивного полюса. Діоксид мангану (марганцю) змішаний з вугільним порошком для збільшення питомого опору. Реакція записується:
2MnO2(s) + 2 e− + 2NH4Cl(aq) → Mn2O3(s) + 2NH3(aq) + H2O(l) + 2 Cl− [E° ≈ +0.5 В]
і Cl− з'єднується з Zn2+.
У цій напівреакції марганець відновлюється зі ступеню окиснення (+4) до (+3).
Можливі також побічні реакції, але в цілому реакцію у вугільно-цинковому гальванічному елементі можна записати наступним рівнянням:
Zn(s) + 2MnO2(s) + 2NH4Cl(aq) → Mn2O3(s) + Zn(NH3)2Cl2 (aq) + H2O(l)
Вугільно-цинкова сухий елемент належить до первинних елементів, тому його не можна заряджати.

## Напруга і тривалість використання
Під навантаженням робоча напруга вугільно-цинкового елемента, по мірі його розряду, поступово зменшується. Чим нижча кінцева напруга (напруга, при якій пристрій живиться та зберігає працездатність), тим більші термін служби і час роботи елемента. Типові значення кінцевих напруг для елемента з початковою напругою 1,5 В лежать в інтервалі від 0,65 до 1,1 В. Доцільно прагнути до забезпечення меншого значення цієї напруги, щоб найбільшою мірою використати енергію, яку може віддати елемент. Якщо дозволяє пристрій, який необхідно заживити, батарею з елементів обирають з дещо більшою напругою, ніж це необхідно для нормальної роботи пристрою. Як наслідок — досягається зменшення кінцевої напруги в розрахунку на один елемент і забезпечується більш ефективне їх використання.
Вугільно-цинкові елементи призначені для періодичного живлення. Якщо інтенсивність висока, тривалість роботи мала і напруга швидко падає. Якщо інтенсивність низька, елемент працюватиме довше і з меншим падінням напруги.
| Тривалість використання | Тривалість використання |
| Годин на добу           | Загальна                |
| ----------------------- | ----------------------- |
| Дві години              | 110 год                 |
| Чотири години           | 105 год                 |
| Вісім годин             | 82 год                  |
| 24 години               | 66 год                  |

Номінальна робоча ємність вугільно-цинкового елемента не є строго певною величиною, бо віддана елементом ємність залежить від умов його розряду (розрядного струму, режиму розряду і кінцевої напруги). Віддана ємність залежить також від робочої температури і умов зберігання елемента до початку експлуатації.
Віддавана ємність залежить так само від співвідношення тривалостей періодів розряду і відпочинку. Найкраще вони працюють в умовах переривчастого відбору струму, проте у декотрих випадках вони можуть виявитися ефективними і при роботі в умовах безперервного розряду дуже малим струмом (наприклад, у настінних годинниках).
Найчастіше, батареї призначені для роботи при температурі 21 °С. Чим вищою буде температура елемента під час розряду, тим більшою буде віддача енергії, — чим вища температура, тим вища провідність електроліту і менший внутрішній опір. Однак за таких умов  збільшується і саморозряд батареї, тому висока температура призводить до зменшення терміну зберігання, а тривалий вплив температури вище 52 °С може зумовити пошкодження елемента.
Якщо внутрішній опір малогабаритного елемента занадто великий, то для того щоб забезпечити необхідний струм вибирають елемент більших розмірів. Внутрішній опір «свіжого» елемента досить малий, але він помітно зростає при його використанні.

## Витоки електроліту

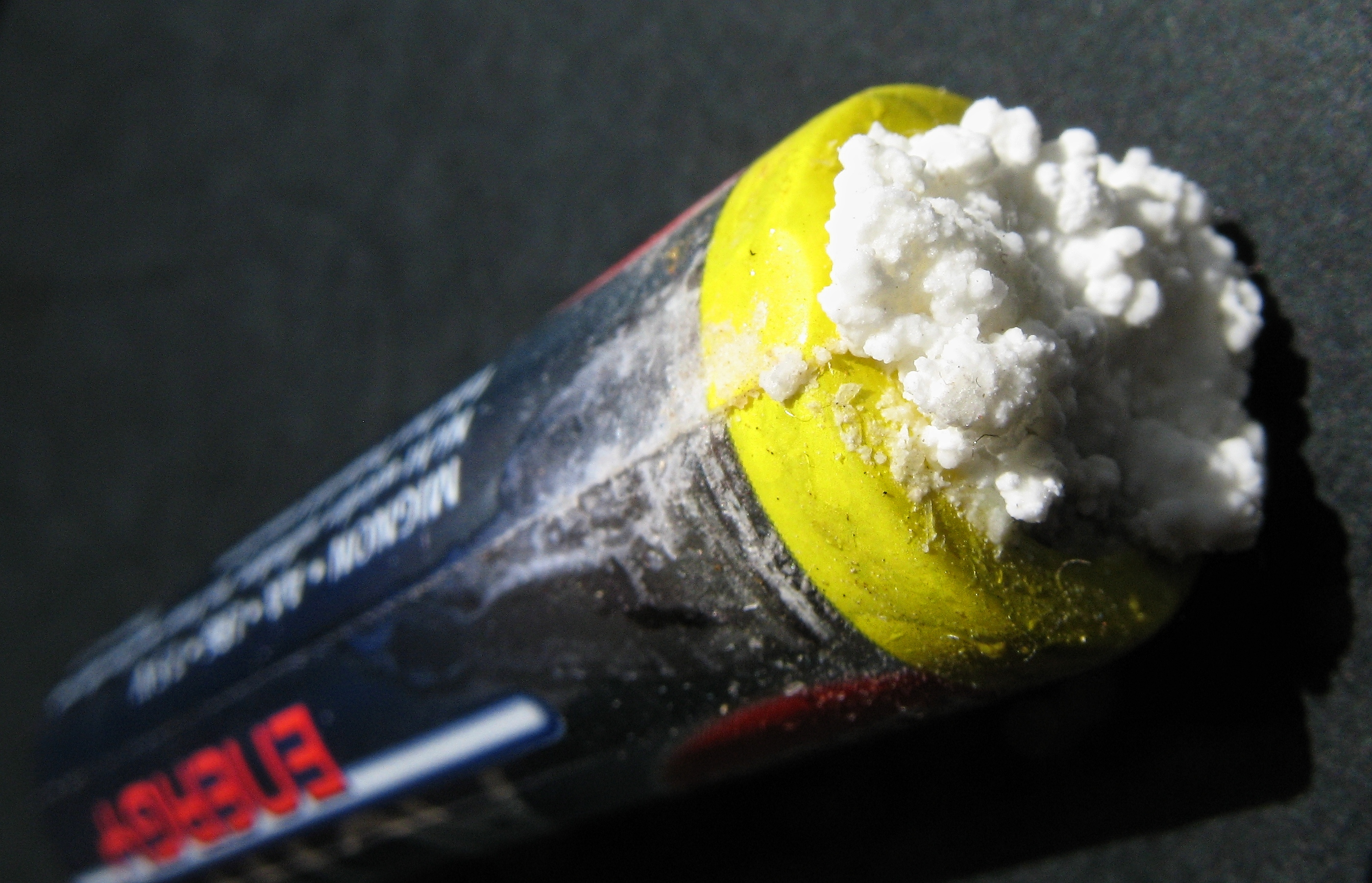
Витік електроліту і його наступна кристалізація в сухих умовах.

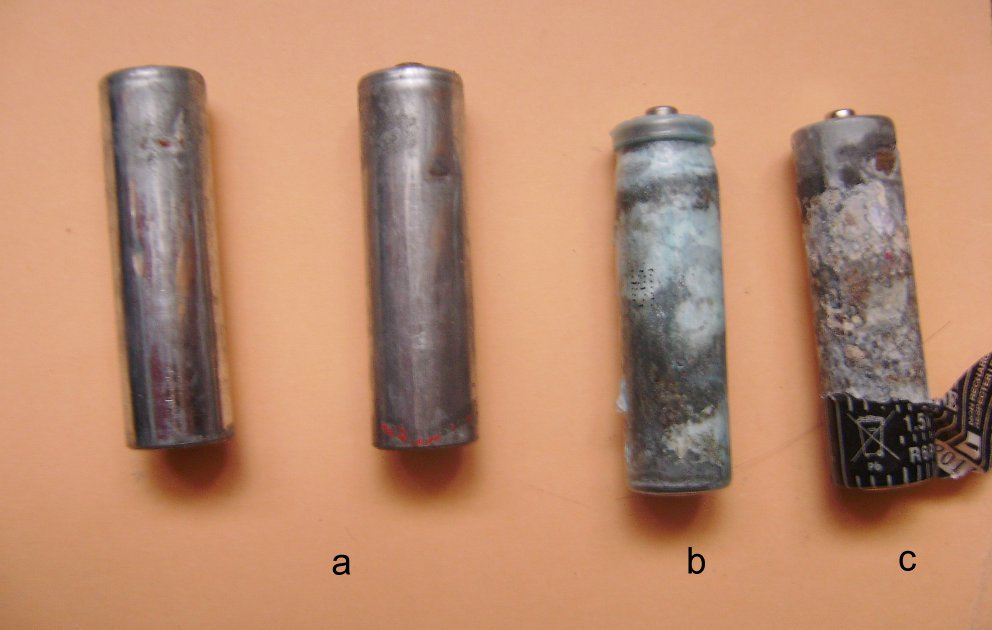
Прогресивна корозія (зліва-направо) вугільно-цинкових гальванічних елементів. Для зменшення вірогідності течі, в результаті пітингової корозії тонкостінного цинкового контейнера, елементи поміщають у картонний або полімерний футляр.

При використанні елемента протягом деякого часу, цинк контейнера стає тоншим, оскільки металевий цинк окислюється і стає розчинним. Контейнер повільно стає тоншим, навіть коли він не використовується — хлорид амонію всередині має кислу реакцію і реагує з цинком.
Коли розріджено досить цинк цинкового контейнера, хлорид цинку з батареї починає потрапляти назовні. Витікання електроліту, може бути пов'язане зі збільшенням активної маси позитивного електроду і витисканням з його пор електроліту. Такий ефект досить часто спостерігається після розряду сильними струмами або після короткого замикання. Збільшенню внутрішнього об'єму батареї, наприкінці її розряду, також сприяє можливе утворення кисню в результаті повільного розкладу діоксиду марганцю, а в результаті корозії цинку — водню. Тому старі елементи не повинні залишатися в електричному пристрої, оскільки це може пошкодити його. Витоки є липкими. 
Термін служби цих елементів короткий і становить близько 2 років.

## Термін зберігання
Низька температура і навіть заморожування не зумовлюють псування елементів, якщо температурні зміни від найнижчих до більш високих значень не є циклічними.
При зниженій температурі збільшується термін зберігання елементів.
Висока температура призводить до зменшення терміну зберігання. Тривалий вплив температури вище 52°С може призвести до пошкодження елементів.
Рекомендована температура зберігання — 4-10 °С.
Строк придатності батарей не перевищує п'яти років з моменту випуску.